# L.E.S. Artistes
"L.E.S. Artistes" è il singolo di debutto dell'artista statunitense Santogold, ed insieme con "Creator", il primo ad essere estratto dall'album di debutto Santogold del 2008.Questa canzone è stata scelta anche per il gioco Band Hero.

## Il video
Il video, diretto da Nima Nourizadeh, è un omaggio al film La montagna sacra  ed ha ricevuto una notevole attenzione quando è stato apprezzato da Kanye West sul proprio blog.
Il video comincia con Santogold in una foresta, che canta il brano seduta su un cavallo nero, mentre due donne piuttosto simili nell'abbigliamento stanno in piedi ai due lati del cavallo, immobili, salvo i movimenti improvvisi di una bizzarra coreografia. Segue una scena in un apparentemente tranquillo quartiere, dove Santogold libera il proprio cavallo. Le persone per le strade cominciano a morire violentemente, ma i dettagli raccapriccianti delle violenze vengono sostituite da vari oggetti; salsicce verdi invece degli intestini, vernice verde o palline colorate anziché sangue, ecc. La cantante viene mostrata illesa, mentre continua a camminare in mezzo ai morti.

## Altre versioni
Nel 2009 la girlband britannica Girls Can't Catch registrò una cover della canzone.

## Tracce
- U.S. digital download

1. Creator – 3:32
2. L.E.S. Artistes – 3:43

- UK CD single

1. L.E.S. Artistes – 3:24
2. L.E.S. Artistes (Video) – 3:24

- UK 7" vinyl

1. L.E.S. Artistes – 3:24
2. Your Voice – 4:00